# Fabienne Wohlwend

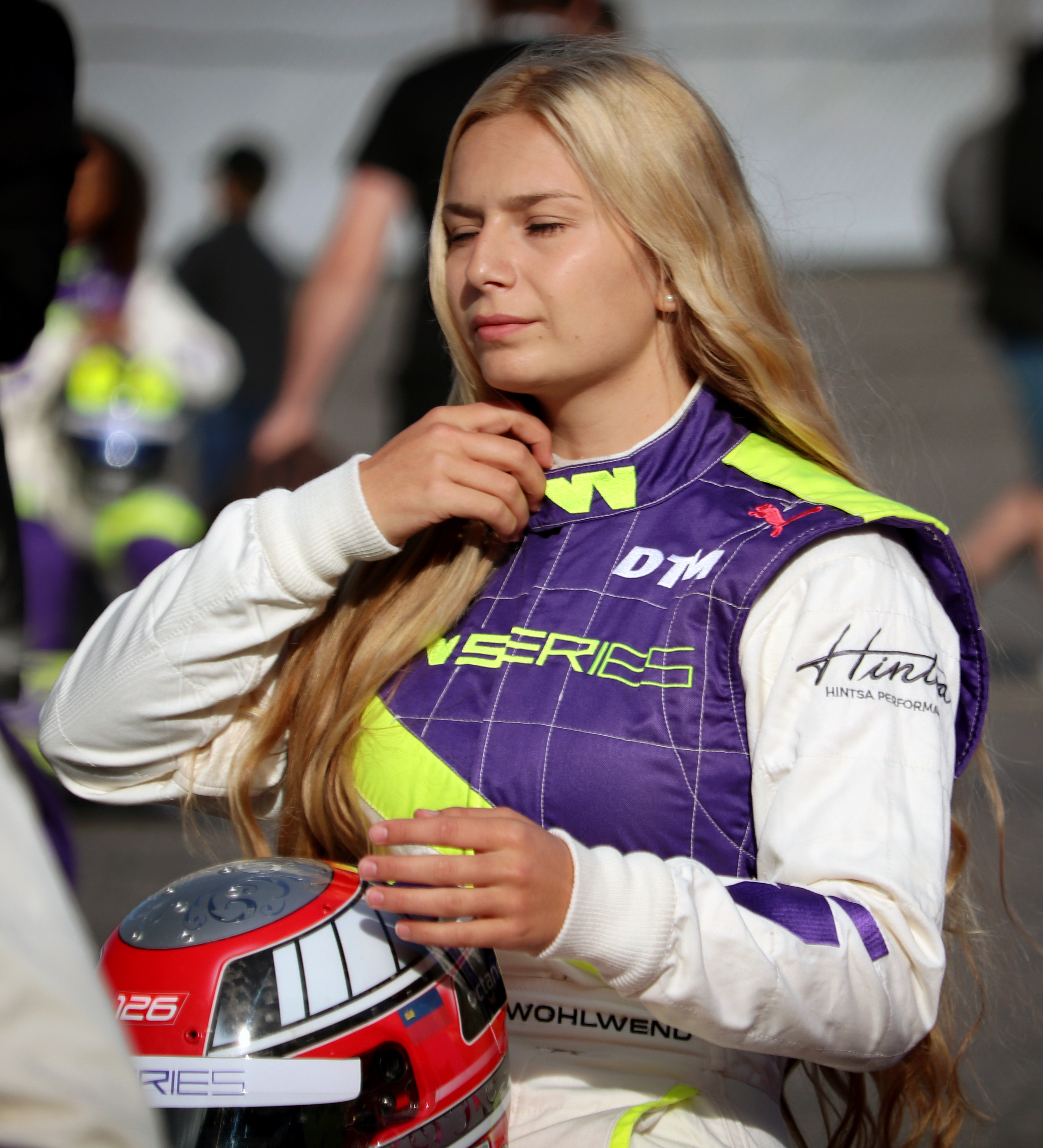
Fabienne Wohlwend in 2019

Fabienne Wohlwend (Vaduz, 7 november 1997) is een Liechtensteins autocoureur.

## Carrière
Wohlwend begon haar autosportcarrière in het karting in 2007 en won vele kampioenschappen in Liechtenstein en Zwitserland. In haar laatste seizoenen reed zij ook in Duitse kampioenschappen en nam zij deel aan de finale van de KF-klasse van het wereldkampioenschap, waarin zij als 21e eindigde. In 2016 maakte zij de overstap naar het formuleracing, waarin zij haar Formule 4-debuut maakte in het Italiaanse Formule 4-kampioenschap bij het team Aragón Racing. Zij kende een moeilijk seizoen met een elfde plaats tijdens de seizoensfinale op het Autodromo Nazionale Monza als beste klassering. Hierdoor eindigde zij puntloos op plaats 35 in het kampioenschap. Wel won zij het klassement voor vrouwen; gedurende het seizoen was zij echter de enige inschrijving in dit klassement.
In 2017 maakte Wohlwend de overstap naar de sportwagens en debuteerde in de Audi Sport TT Cup. Hiernaast reed zij in de Coppa Shell-klasse van de Europese Ferrari Challenge. In de TT Cup was een achtste plaats in de seizoensopener op de Hockenheimring haar beste resultaat en eindigde zij met 97 punten als elfde in het kampioenschap. In de Ferrari Challenge kende zij meer successen; zij behaalde hier twee pole positions, vier podiumplaatsen en een overwinning op het Autodromo Enzo e Dino Ferrari. Aangezien zij aan slechts zes van de veertien races deelnam, werd zij zesde in de eindstand met 67,5 punten. Aan het eind van het seizoen nam zij deel aan de wereldwijde finale op het Circuit Mugello, de zogeheten Finali Mondiali, waarin zij derde werd in de Coppa Shell-klasse.
In 2018 hield de Audi Sport TT Cup op te bestaan, waardoor Wohlwend enkel in de Ferrari Challenge uitkwam. Binnen deze klasse maakte zij wel de overstap naar de Trofeo Pirelli-klasse. Zij kende geen constant seizoen - in veertien races won zij eenmaal op Spa-Francorchamps en tweemaal op het Misano World Circuit Marco Simoncelli, maar in drie races eindigde zij niet in de top 5 en in de seizoensfinale kwam zij niet aan de finish. Met 142 punten eindigde zij als tweede in het klassement achter Chris Froggatt. Aan het eind van het seizoen keerde zij terug in de Finali Mondiali en won zij de Pro Am-klasse van de Trofeo Pirelli-race, waardoor zij technisch gezien de eerste vrouwelijke wereldkampioen werd in de autosport.
In 2019 werd Wohlwend geselecteerd als een van de achttien coureurs in het eerste seizoen van de W Series, een kampioenschap waarin enkel vrouwen uitkomen. Daarnaast keert zij terug in de Trofeo Pirelli-divisie van de Ferrari Challenge, waarin zij ditmaal in de Pro-klasse uitkomt.